# James Blake (muzyk)
James Blake, właśc. James Blake Litherland (ur. 26 września 1988 w Londynie) – brytyjski muzyk elektroniczny, często uznawany za przedstawiciela (post-)dubstepu. Pod swoimi remiksami podpisuje się pseudonimem Harmonimix. Jego debiutancki album, James Blake, został wydany w Wielkiej Brytanii w 2011 i otrzymał nominację do Mercury Prize. Jego kolejne wydawnictwo, Overgrown, zdobyło Mercury Prize w 2013 roku. Blake był również nominowany do Nagrody Grammy w kategorii Najlepszy Nowy Artysta.

## Życiorys
Blake rozpoczął swoją karierę muzyczną, wydając swoją debiutancką płytę winylową, zatytułowaną „Air & Lack Thereof” w Wielkiej Brytanii w lipcu 2009 r., ciągle nagrywając piosenki w swojej sypialni. Będąc wydaną przez wytwórnię nadruków, Hemlock, EP-ka stała się ulubieńcem DJ-a BBC Radio 1, Gillesa Petersona. Wkrótce po premierze nagrania Blake został zaproszony przez Petersona do wykonania specjalnego mixu do jego międzynarodowego show. W tym okresie Blake studiował muzykę popularną na Uniwersytecie Goldsmith. W ramach zadania kompozytorskiego na drugim roku złożył EP-kę „Klavierwerke”, mówiąc, że nie chce skupiać się na swoich szkolnych utworach, które miały już wtedy zostać wydane.
Trzecia EP-ka zatytułowana „CMYK” ukazała się nakładem R & S Records w 2010 roku. Tytułowy utwór, „CMYK”, został wybrany przez DJ-a BBC Radio 1, Nicka Grimshawa, jako utwór tygodnia, a także otrzymał czas antenowy od innych DJ-ów. 29 września 2010, Zane Lowe wybrał cover utworu „Limit to Your Love” autorstwa Blake'a jako jego „najgorętsze nagranie świata”. Piosenka została napisana i oryginalnie nagrana przez Feist i pojawiła się na jej albumie studyjnym, „The Reminder”. Singiel wydano w Wielkiej Brytanii w dniu 28 listopada 2010 r., gdzie zadebiutował na UK Singles Chart na pozycji 47.
Blake został nominowany do BBC's Sound of 2011, corocznej ankiecie, która zwraca uwagę na obiecujących w nadchodzącym roku artystów; ostatecznie zajął drugie miejsce, wyprzedzając zakwalifikowanych The Vaccines, Jamie Woon czy Clare Maguire. 15 grudnia 2010 r. ujawniono także, że Blake uplasował się na drugim miejscu, za piosenkarką Jessie J, na Brit Awards w kategorii „Critics' Choice”. W styczniu 2011 r. Blake otrzymał nagrodę za Singiel Roku 2010, „CMYK”, podczas Worldwide Awards Gillesa Petersona. Praca Blake'a została doceniona i znalazła swoje miejsce na wielu końcoworocznych listach roku 2010: „CMYK” otrzymał 24. miejsce na liście 40 najlepszych piosenek roku według Fronier's Psychiatrist, EP-ki „Bells Sketch”, „CMYK” i „Klavierwerke” znalazły się na pozycji 8. w rankingu 50 najlepszych albumów 2010 roku według Pitchfork Media, natomiast singiel „I Only Know (What I Know Now)” również uplasował się jako 8. w zestawieniu 100 najlepszych utworów 2010 roku według Pitchfork. 
Blake ujawnił pod koniec grudnia 2010 r., że jego debiutancki album będzie nazywał się „James Blake”. Płyta mieszcząca 11 utworów ujrzała światło dzienne 7 lutego 2011 roku. Zaledwie kilka dni po grudniowym ogłoszeniu muzyka, album wyciekł do sieci. 9 stycznia 2011 r. piosenka „Wilhelm Scream” został ogłoszony jako drugi singiel z albumu („Limit to Your Love” również się na nim znalazł). „Wilhelm Scream” została wykorzystana podczas napisów końcowych odcinka trzeciego ósmej serii serialu HBO, „Entourage”. Nazwa „Wilhelm Scream” odnosi się do efektu dźwiękowego stosowanego w wielu filmach. W lutym 2011 r. James Blake po raz pierwszy pojawił się na okładce publikacji „The FADER”, w jej 72. wydaniu.

## Dyskografia
Lista według Discogs:

### Albumy studyjne
- James Blake (2011)
- Overgrown (2013)
- The Colour In Anything (2016)
- Assume Form (2019)
- Friends That Break Your Heart (2021)
- Playing Robots into Heaven (2023)

### EP
- The Bells Sketch (2010)
- CMYK (2010)
- Klavierwerke (2010)
- Enough Thunder (2011)
- Love What Happened Here (2011)
- Covers (2020)
- Before (2020)

### Single
- Air & Lack Thereof (2009)
- Limit to Your Love (2010)
- Orde / Pan (2011)
- The Wilhelm Scream (2011)
- 200 Press (2014)
- If the Car Beside You Moves Ahead (2018)